# Eurytoma ctenodactylomyii
Eurytoma ctenodactylomyii är en stekelart som beskrevs av Girault 1917. Eurytoma ctenodactylomyii ingår i släktet Eurytoma och familjen kragglanssteklar.
Artens utbredningsområde är Puerto Rico. Inga underarter finns listade i Catalogue of Life.